# 阿朗东
阿朗东（法語：Arandon，法語發音：[aʁɑ̃dɔ̃]）是法国伊泽尔省的一个旧市镇，属于拉图尔迪潘区。2016年，阿朗东与市镇帕桑合并为新市镇阿朗东-帕桑。

## 地理
阿朗东（45°42'39"N, 5°25'45"E）面积12.22 平方千米，位于法国奥弗涅-罗讷-阿尔卑斯大区伊泽尔省，该省份为法国东南部内陆省份，北起顺时针与安省、萨瓦省、上阿尔卑斯省、德龙省、阿尔代什省、卢瓦尔省和罗讷省。
与阿朗东接壤的市镇（或旧市镇、城区）包括：圣维克托-德莫雷斯泰勒、库特奈、克雷-梅皮约、帕桑。

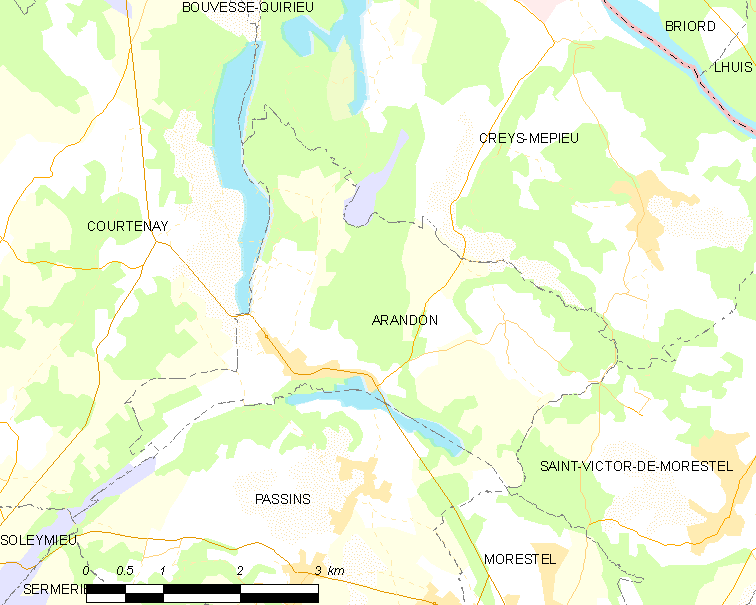
阿朗东的OSM定位图

阿朗东的时区为UTC+01:00、UTC+02:00（夏令时）。

## 行政
阿朗东的邮政编码为38510，INSEE市镇编码为38014。

## 政治
阿朗东所属的省级选区为莫雷斯泰勒县。

## 人口

1962-2008年间阿朗东人口变化图示

阿朗东于2018年1月1日时的人口数量为678人。